# Blaibach

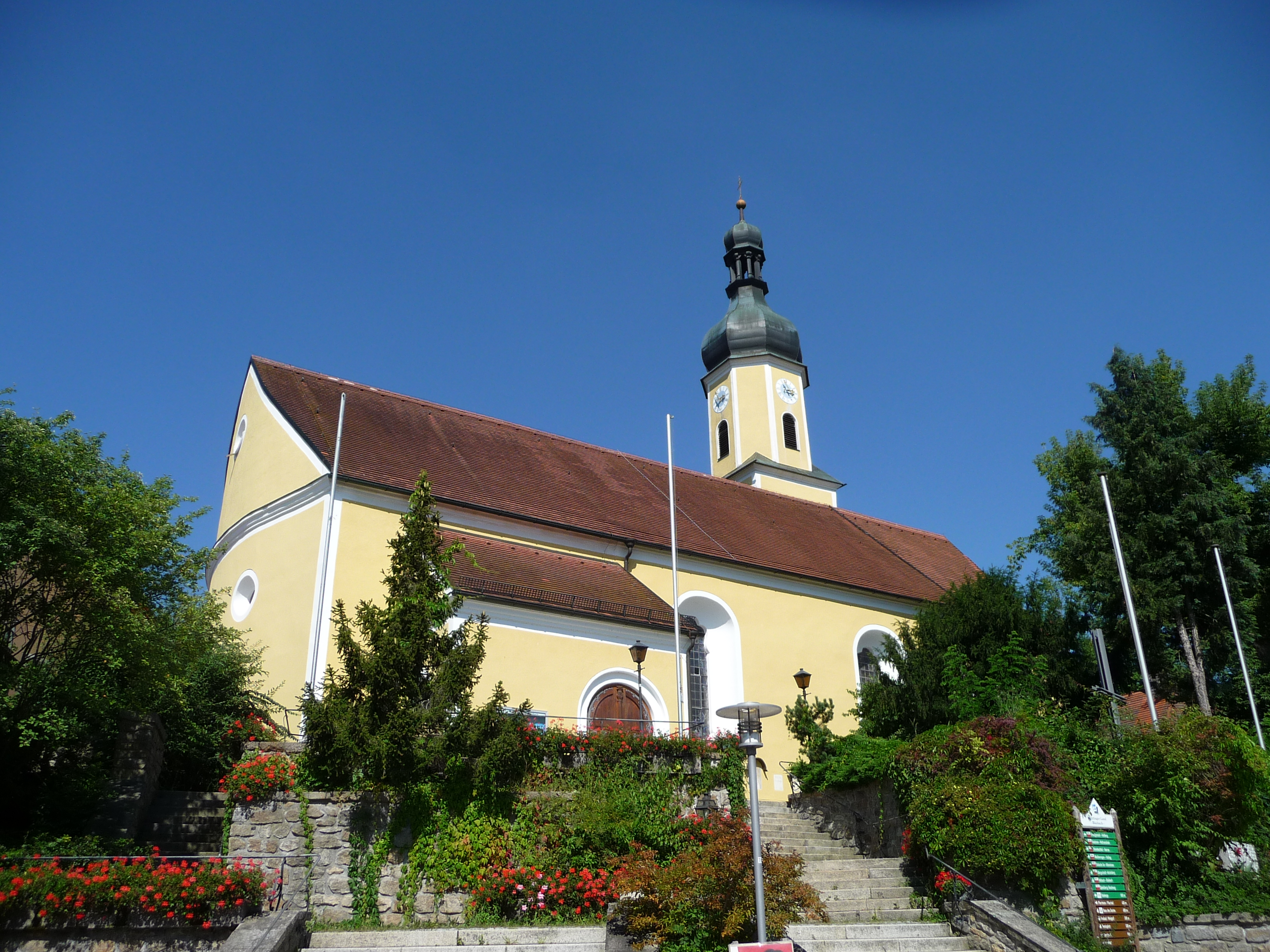
Die Pfarrkirche St. Elisabeth

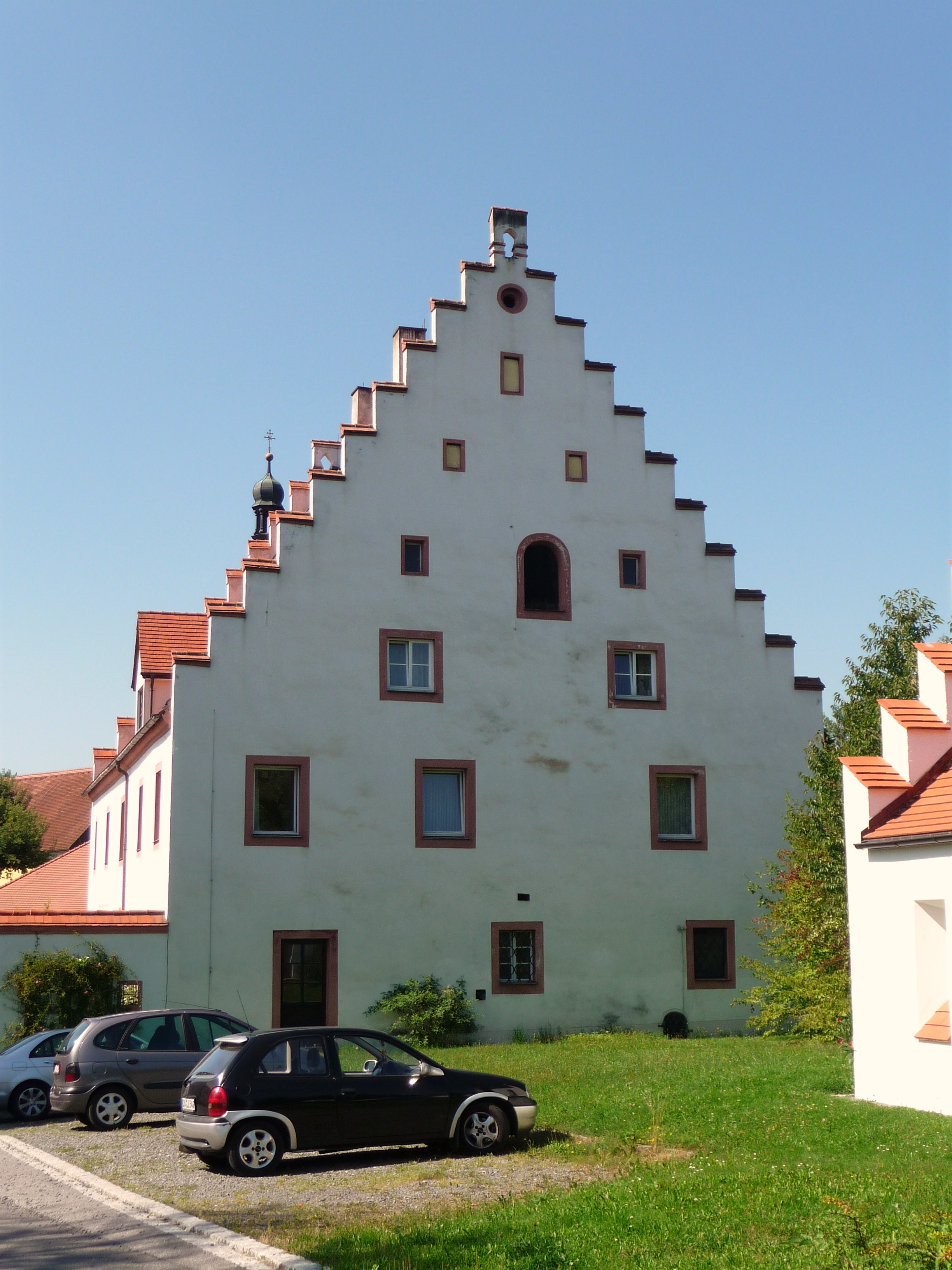
Schloss Blaibach

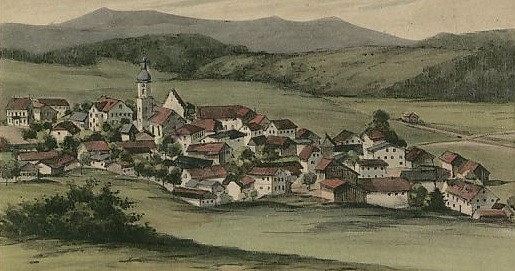
Blaibach um 1900

Blaibach ist eine Gemeinde im Oberpfälzer Landkreis Cham in Bayern.

## Geografie

### Geografische Lage
Die Gemeinde liegt zwischen der Stadt Bad Kötzting und der Gemeinde Miltach am Regen im Bayerischen Wald rund 20 km von der tschechischen Grenze entfernt.

### Gemeindegliederung
Es gibt 18 Gemeindeteile (in Klammern ist der Siedlungstyp angegeben):
- Blaibach (Pfarrdorf)
- Dürrnwies (Einöde)
- Gmündt (Weiler)
- Harras (Dorf)
- Haselstauden (Einöde)
- Hetzenberg (Weiler)
- Hill (Weiler)
- Hochfeld (Weiler)
- Kolmberg (Dorf)
- Kreuzbach (Dorf)
- Lernbechermühle (Einöde)
- Neukolmberg (Dorf)
- Plarnhof (Weiler)
- Pulling (Dorf)
- Reckendorf (Dorf)
- Spielberg (Weiler)
- Untergschaidt (Dorf)
- Wimbach (Dorf)

Es gibt die Gemarkungen Allmannsdorf, Blaibach und Kreuzbach. Nur der Gemarkungsteil 0 der Gemarkung Allmannsdorf liegt auf dem Gebiet der Gemeinde Blaibach, der Gemarkungsteil 1 liegt in der Gemeinde Miltach.

## Geschichte

### Bis zur Gemeindegründung
Die erste urkundliche Nennung Blaibachs erfolgte im Jahr 1182. Das Kloster Reichenbach am Regen war lange ein wichtiger Grundbesitzer im Gemeindegebiet. Blaibach gehörte lange den Freiherren von Notthafft von Weißenstein. Schloss Blaibach wurde in seiner heutigen Form größtenteils 1604/05 durch Wolf Albrecht Notthafft von Wernberg erbaut. 1611 verkaufte Wolf Albrecht die Hofmark an Christoph Wieninger zu Wiesing. 1674 vermachte Sara Genovefa Notthafft, geb. Wieninger, die Hofmark testamentarisch dem Johann Ernst Pelkhofer zu Stachesried. 1741 ging Blaibach wieder an die Weißensteiner Linie der Notthafft über.
Der Ort war Teil des Kurfürstentums Bayern und bildete eine geschlossene Hofmark, deren Sitz Blaibach war. Im Zuge der Verwaltungsreformen in Bayern entstand mit dem Gemeindeedikt von 1818 die heutige Gemeinde.

### 20. Jahrhundert
Der TSV Blaibach wurde im Juli 1929 gegründet.

### Eingemeindungen
- Am 1. Februar 1963 wurde die Gemeinde Allmannsdorf aufgelöst. In der Folge wurden die Gemeindeteile Untergschaidt und Wimbach in die Gemeinde Kreuzbach eingegliedert, die Gemeindeteile Allmannsdorf und Obergschaidt kamen zur Gemeinde Eismannsberg.[5]

- Im Zuge der Gebietsreform in Bayern wurden am 1. Januar 1972 aus der aufgelösten Gemeinde Kreuzbach die Gemeindeteile Kreuzbach, Untergschaidt und Wimbach mit damals etwa 250 Einwohnern in die Gemeinde Blaibach eingegliedert. Die Gemeindeteile Anzenberg, Höhenried und Dietersdorf wurden mit ihren damals knapp 100 Einwohnern in die Gemeinde Miltach umgegliedert. Ebenfalls am 1. Januar 1972 kamen Teile der Gemeinde Bärndorf mit damals etwa 200 Einwohnern zu Blaibach, während ein Gebiet mit damals weniger als 150 Einwohnern Chamerau zugeteilt wurde.[5][6]

### Einwohnerentwicklung
Im Zeitraum 1988 bis 2018 stagnierte bzw. wuchs die Einwohnerzahl von 1964 auf 1971 um 7 Einwohner bzw. um 0,4 %.
- 1925: 0843 Einwohner[7]
- 1933: 0909 Einwohner[7]
- 1939: 0904 Einwohner[7]
- 1946: 1131 Einwohner[7]
- 1950: 1157 Einwohner[7]
- 1961: 1105 Einwohner[6]
- 1970: 1278 Einwohner[6]
- 1987: 1913 Einwohner
- 1991: 2106 Einwohner
- 1995: 2069 Einwohner
- 2000: 2065 Einwohner
- 2005: 2054 Einwohner
- 2010: 1985 Einwohner
- 2015: 1923 Einwohner

## Politik

### Bürgermeister
Am 13. Februar 2022 wurde Monika Bergmann (FW) mit einem Stimmenanteil von 52,1 % zur ehrenamtlichen Ersten Bürgermeisterin gewählt. Sie ist seit 15. Februar 2022 im Amt.
Ihr Vorgänger war vom 1. Mai 2014 bis zu seinem Tod am 28. Oktober 2021 war Wolfgang Eckl (CSU/Freie Bürger).
Frühere Bürgermeister:
- Ludwig Baumgartner (CSU/Freie Bürger) von 2002 bis 2014
- Altbürgermeister Karl Trenner senior (CSU/Freie Bürger).

### Gemeinderat
Der Gemeinderat hat seit 1. Mai 2020 wegen Unterschreiten der 2000-Einwohner-Grenze wieder 12 Mitglieder; vorher hatte das Gremium 14 Mitglieder. Die Wahl am 15. März 2020 hatte folgendes Ergebnis:
|                                   | Sitze | Stimmenanteil |
| --------------------------------- | ----- | ------------- |
| CSU – Freie Bürger                | 5     | 38,17 %       |
| SPD – Unabhängige Bürger          | 3     | 26,31 %       |
| Freie Wählergemeinschaft Blaibach | 4     | 35,51 %       |
| Gesamt                            | 12    | 100,00 %      |

Die Wahlbeteiligung betrug 68,89 %.
Gegenüber der Amtszeit 2014–2020 verloren CSU – Freie Bürger und SPD – Unabhängige Bürger jeweils ein Mandat; die Freie Wählergemeinschaft blieb unverändert.

### Wappen

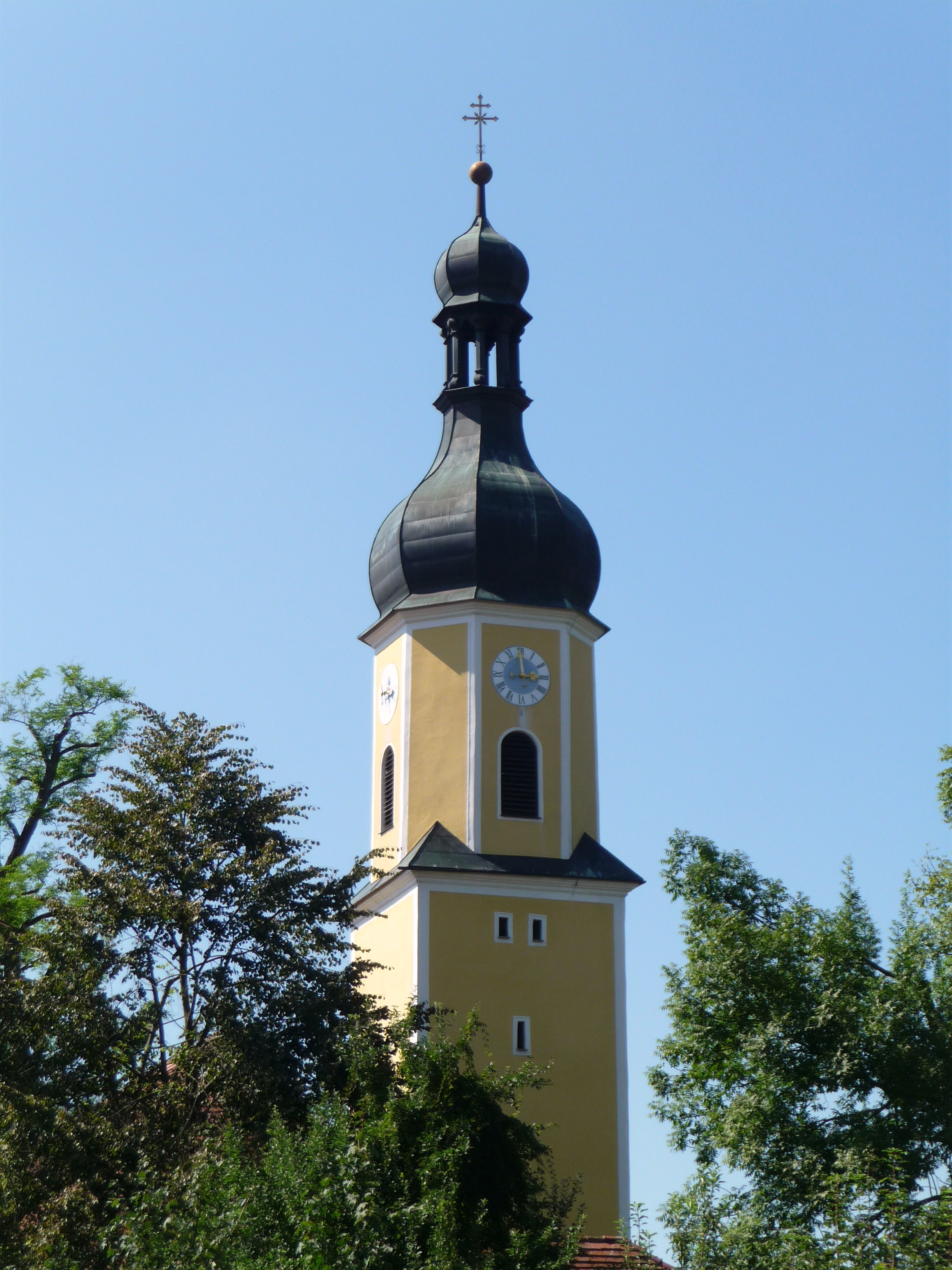
Der Kirchturm

| Wappen von Blaibach | Blasonierung: „In Rot einen aufrechten silbernen Drachen mit Stachelschwanz, der im rechten Fang einen goldenen Knüpfel hält und den linken Fang auf einen goldenen Schild mit blauem Balken stützt.“ |
| Wappen von Blaibach | Wappenbegründung: Der Drachen, der hier gleichsam als Schildhalter dargestellt ist, ist das Wappentier des Klosters Reichenbach am Regen und symbolisiert die enge Verbindung Blaibachs mit dem Kloster als wichtigem Grundbesitzer im Gemeindegebiet; die erste urkundliche Nennung Blaibachs im Jahr 1182 erfolgte in Verbindung mit der Übertragung eines Hofes in Blaibach an das Kloster Reichenbach. Der Knüpfel im Fang des Drachen erinnert an das in der Gegend bis Mitte des 20. Jahrhunderts blühende Steinmetzgewerbe. Der goldene Schild mit blauem Balken ist das Familienwappen der Nothafft, die als adelige Grund- und Niedergerichtsherren zu den bedeutendsten Inhabern der Hofmark Blaibach gehörten. |

## Kultur und Sehenswürdigkeiten

### Baudenkmäler
Die katholische Pfarrkirche St. Elisabeth, eine spätbarocke Saalkirche, wurde 1779 erbaut. Ihr Zwiebelturm wird von einer Laterne bekrönt. Die Ausstattung stammt größtenteils aus dem 18. und 19. Jahrhundert. Die Bildfenster entstanden 1895 und 1910, die Deckenfresken 1895. Der Orgelprospekt ist ein Werk des frühen 18. Jahrhunderts. Die Kirche besitzt eine hl. Elisabeth aus der Zeit um 1500 sowie einige Grabdenkmäler aus dem 17. und 18. Jahrhundert.
Das ehemalige Hofmarkschloss von 1604 mit seinem Treppengiebel ist heute Gasthof.

### Bürgerhaus

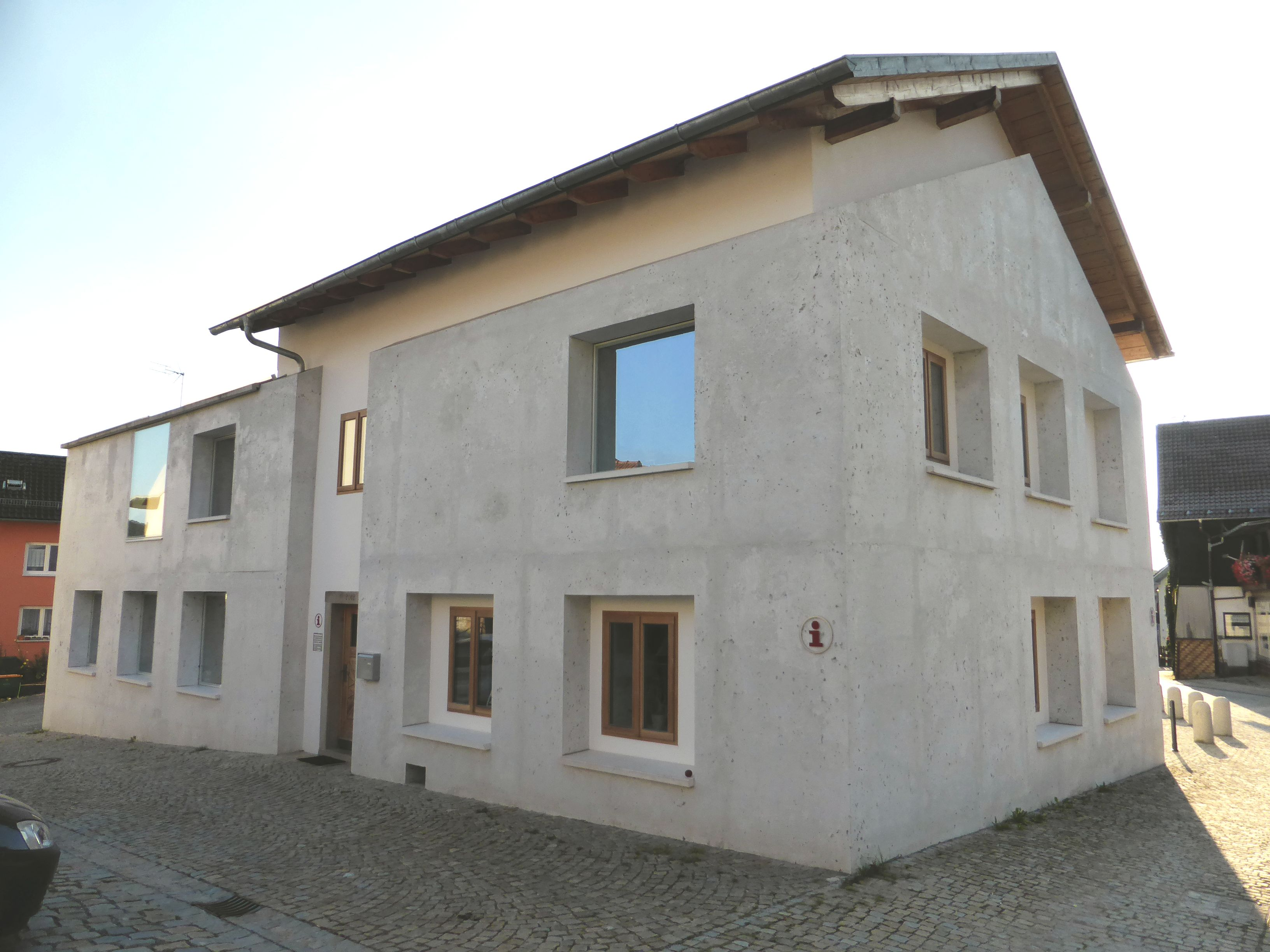
Bürgerhaus Blaibach

Der Umbau mit Erweiterung des „Blauen Hauses“, eines leerstehenden Wohngebäudes, zu einem Bürgerhaus im Jahr 2012 war das erste Projekt der Gemeinde Blaibach im Städtebau-Modellprojekt „Ort schafft Mitte“. Dabei wollte man das alte Wohngebäude im Ortskern bestehen lassen und u. a. die Wände aus ungebrannten Lehmziegeln, den aus Granitsteinen gemauerten Keller und die Holzdachkonstruktion erhalten. Die Pläne dazu stammen vom Architekten Peter Haimerl aus München, der dabei vom architektonischen Konzept aus alter und neuer Hülle spricht. Im neuen Bürgerhaus findet sich neben der Gemeindeverwaltung auch die Tourist-Info. Schmuckstück ist der neue Bürgersaal, der zugleich als Trauzimmer fungiert. Im Zentrum des Saals findet sich ein LED-Kronleuchter von Denise Hachinger Licht, der sich anhand seiner Mechanik individuell an Raumsituationen anpassen lässt.  Der Kronleuchter wurde mit dem Best of Design Plus Award Formgebung ausgezeichnet. Die sonderangefertigten Möbel und schwellenlosen Türen im Bürgerhaus sind aus massivem regionalem Tannenholz, die Maserung des Holzes verläuft dabei stets in einer Linie. Regionalen Bezug nehmen auch die auffälligen, mit Rotkuhfell überzogenen Stühle. Des Weiteren finden sich rahmenlose Bilder einzelner Bürger, bzw. Gruppierungen, Vereine oder Verbände, die einen Querschnitt durch die Blaibacher Bevölkerung darstellen. Die Bilder wurden vom Münchner Fotografen Edward Beierle in Kooperation mit Jutta Görlich konzeptioniert und finden vorwiegend im Bürgerbüro im Erdgeschoss wieder. Im Flurbereich wurden alte Granitsteinplatten aus Bayerwald-Granit, die zuvor als Fensterbretter gedient hatten, als Bodenplatten – in Anlehnung an die sogenannte »Flez«, den traditionellen Eingangsbereich von Bauernhäusern im Bayerischen Wald – wiederverwertet. Als Kontrast können die in grell-pinkrot getünchten Sanitäranlagen im Obergeschoss bezeichnet werden.

### Konzerthaus

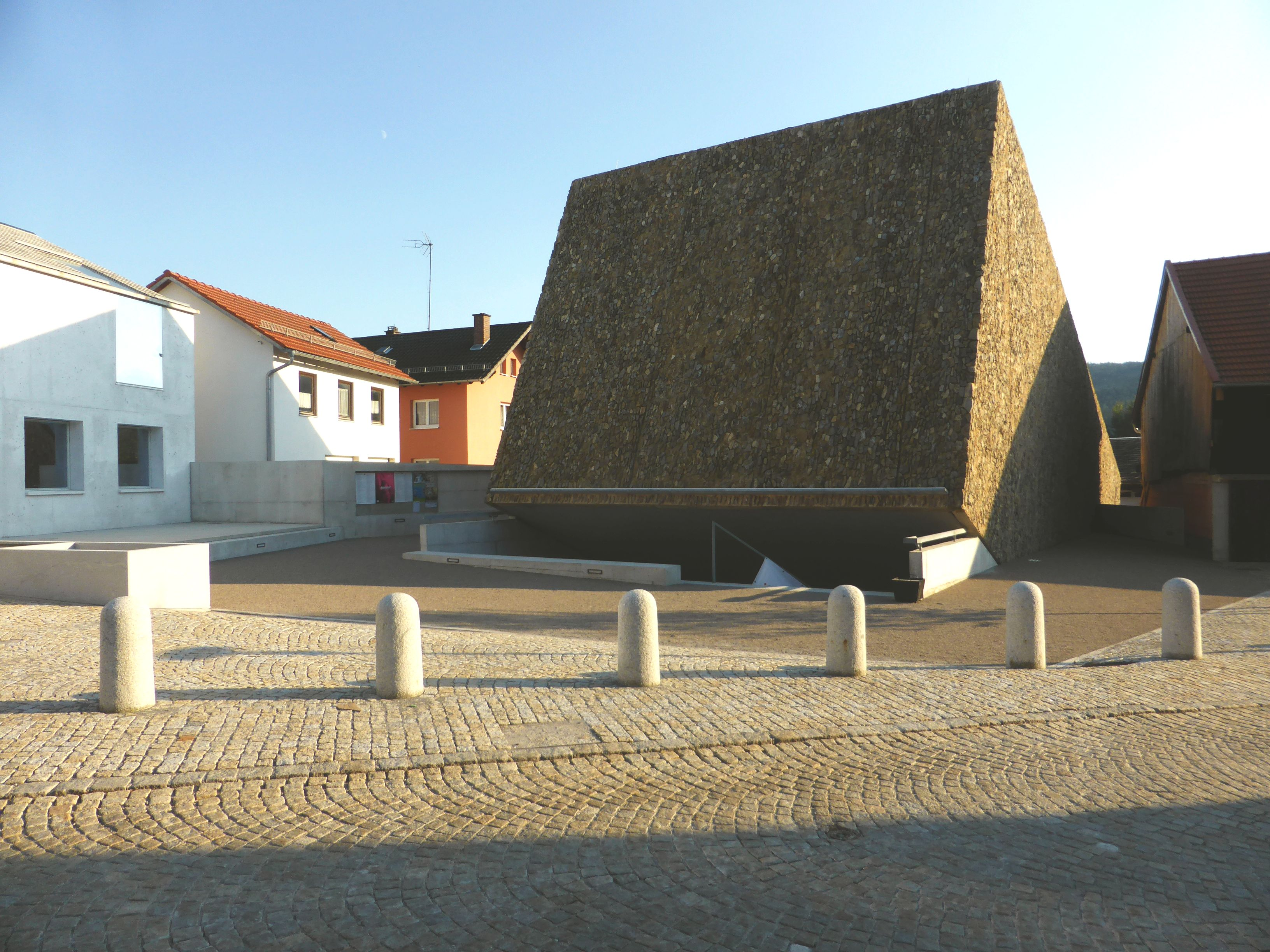
Konzerthaus Blaibach

Am 12. September 2014 wurde das Blaibacher Konzert- und Kulturhaus eröffnet. Der 560 Quadratmeter große Bau bietet Platz für Klassikkonzerte, Kulturveranstaltungen und Ausstellungen. Der Initiator des Projekts, der ostbayerische Bariton Thomas E. Bauer, sicherte durch seine Kulturwald gGmbH vertraglich zu, 25 Jahre lang unentgeltlich für ein gutes Programm zu sorgen und gleichzeitig für die anfallenden Unterhaltskosten aufzukommen. Die Kulturwald gGmbH plant mit 50 Veranstaltungen jährlich. Hinzu kommen Darbietungen, bei denen die Gemeinde Blaibach als Veranstalter auftritt.
Entworfen wurde das Konzerthaus, das 200 Besuchern Platz bietet, vom Münchner Architekten Peter Haimerl, der zuvor bereits das „Blaue Haus“ zu einem Bürgerhaus für die Gemeinde umgebaut hatte. Die Architektur des Baus ist minimalistisch gehalten, so besteht die Fassade aus einzelnen Granitsteinen und soll an die Wurzeln Blaibachs als Steinhauerdorf erinnern. Die puristische Innengestaltung ist geprägt durch hellen Glasbeton, der für eine exzellente Akustik sorgt, und durch Lärchenholz. Bauherrin des Gebäudes ist die Gemeinde Blaibach. Finanziell zu schultern war die – für eine kleine Gemeinde beachtliche – Investitionssumme nur durch die Teilnahme am Städtebau-Modellprojekt „Ort schafft Mitte“ des Freistaats Bayern, die die Gemeinde Blaibach in eine großzügige Förderlage versetzte. Der Freistaat ermöglichte den Bau mit 1 Million Euro Städtebauförderung und zusätzlichen 300.000 Euro aus dem Kulturfonds. Zusätzlich wurde der Förderverein Konzerthaus Blaibach e. V. gegründet, der das Vorhaben ideell und finanziell unterstützt. Mit der Außenanlage des Konzert- und Kulturhauses, die u. a. als neuer Dorfplatz fungieren wird, wurde 2015 begonnen.
Für 2019 hat die Deutsche Post das Konzerthaus Blaibach als Motiv eines ihrer Sonderpostwertzeichen ausgewählt. Erstausgabetag des Postwertzeichens im Nennwert von 145 Eurocent war der 1. März 2019. Der Entwurf stammt vom Grafiker Armin Lindauer aus Mannheim.

## Wirtschaft und Infrastruktur

### Wirtschaft einschließlich Land- und Forstwirtschaft
2017 gab es in der Gemeinde 222 sozialversicherungspflichtige Arbeitsplätze. Von der Wohnbevölkerung standen 836 Personen in einem versicherungspflichtigen Beschäftigungsverhältnis. Damit war die Zahl der Auspendler um 614 Personen größer als die der Einpendler. 25 Einwohner waren arbeitslos.
2016 gab es 36 landwirtschaftliche Betriebe; von der Gemeindefläche wurden 736 Hektar landwirtschaftlich genutzt.

### Verkehr

#### Straßenverkehr
Blaibach liegt an der Staatsstraße 2140 zwischen Bad Kötzting und Miltach.

#### Eisenbahnverkehr
In Blaibach liegt seit 1891 eine Station an der Bahnstrecke Cham–Bad Kötzting. Die Oberpfalzbahn bedient ihn im Zwei-Stunden-Takt. Bis 1922 gab es in Pulling einen weiteren Halt in der Gemeinde. Von 1928 bis 1991 mündete hier die privat von der Regentalbahn errichtete Bahnstrecke Gotteszell–Blaibach in die oben genannte Strecke.

### Bildung
Es gibt folgende Einrichtung (Stand: 1. März 2018):
- eine Kindertageseinrichtung mit 83 genehmigten Plätzen und 73 Kindern

## Persönlichkeiten

### Söhne und Töchter der Gemeinde
- Johann Heinrich Notthafft von Wernberg (1604–1665), Reichshofrat, Reichsgraf und Reichshofratsvizepräsident
- Theo Zellner (* 1949), Politiker (CSU)
- Thomas Brunner (* 1962), Fußballspieler und -trainer

### Mit der Gemeinde verbundene Persönlichkeiten
Hier lebte von 1945 bis 1949 Albert Wass (1908–1998), einer der bekanntesten Prosaisten Ungarns. In Blaibach schrieb er viele seiner bekanntesten Werke, z. B. das Gedicht Üzenet haza oder auch Hontalanság hitvallása, Láthatatlan lobogó, A bújdosó imája. Er schrieb auch mehrere Romane hier. Darunter sind Adjátok vissza hegyeimet (Gib meine Berge wieder) und Elvész a nyom (Die Spur verliert sich) die bedeutendsten.